# Alexander Hood (1er vicomte Bridport)
Pour les articles homonymes, voir Alexander Hood et Hood.
 (décembre 2019).
Si vous disposez d'ouvrages ou d'articles de référence ou si vous connaissez des sites web de qualité traitant du thème abordé ici, merci de compléter l'article en donnant les références utiles à sa vérifiabilité et en les liant à la section « Notes et références ».
Alexander Hood, (2 décembre 1726 – 2 mai 1814), 1er vicomte Bridport, est un officier de marine britannique. Il sert dans la Royal Navy durant les guerres de la Révolution et de l'Empire. Il est le frère de l'amiral Samuel Hood, 1er vicomte Hood.

## Biographie
Il entre dans la Navy vers 1740, est nommé lieutenant en 1746, commandant en 1756, et sert comme flag captain sous le rear admiral Saunders en Méditerranée. Pendant la guerre de Sept Ans, il participe à la bataille des Cardinaux en baie de Quiberon le 20 novembre 1759 ; en 1761, il reprend le HMS Warwick, navire de 60 canons qui avait été pris par les Français en 1756. Jusqu'à la fin de la guerre en 1763, Hood est capitaine du HMS Africa en Méditerranée.
En 1778, il est nommé sur le HMS Robust et participe le 22 juillet à la première bataille d'Ouessant ; il prend la défense de l'amiral Keppel lorsque celui-ci passe en cour martiale à la suite de cette bataille. En 1780, il est promu au grade de rear admiral. Lors de la guerre d'indépendance des États-Unis, il prend part au sauvetage de Gibraltar en 1787.
Le 22 octobre 1790, il fait partie des jurés de la cour martiale qui acquitte William Bligh après la perte de son bateau, la HMS Bounty, lors de la mutinerie du 28 avril 1789.
Il est élu à la Chambre des communes et nommé Contre-Amiral de Grande-Bretagne, mais reprend la mer lorsqu'éclate la guerre avec la France en 1793. Le 1er juin 1794 (13 prairial an II), il participe à la bataille du Glorious First of June sur le HMS Royal George, dans l'escadre commandée par l'amiral Lord Howe. Pour ses exploits dans ce combat, il est élevé à la pairie d'Irlande, en tant que « Baron Bridport ».
Le 23 juin 1795, il livre la bataille de Groix et capture trois navires français. Bien que Hood soit critiqué dans la Navy pour ne l'avoir pas emporté plus nettement, le public britannique considère la bataille comme une grande victoire. Il est alors élevé à la pairie de Grande-Bretagne, et il est promu vice admiral de la Marine britannique.
Jusqu'à ce qu'il se retire en 1800, il commande la Channel Fleet. En 1796 et 1797, il dirige la guerre à partir de Londres. En 1797, après la répression de la mutinerie de Spithead, il reprend la mer. En 1798, il dirige personnellement le blocus de Brest jusqu'à ce qu'il soit relevé par le comte de St. Vincent en 1800.
En récompense de ses états de service, il est fait vicomte. Il passe en retraite les dernières années de sa vie, et meurt en 1814. Son petit-neveu Samuel Hood lui succède en tant que baron Bridport.